# Wereldkampioenschap voetbal 2010 (Groep B) Zuid-Korea - Griekenland
In dit artikel wordt de wedstrijd tussen Zuid-Korea en Griekenland in Groep B tijdens het wereldkampioenschap voetbal van 2010, die werd gespeeld op 12 juni 2010, nader uitgelicht. De uitslag van de wedstrijd was 2-0.

## Wedstrijdgegevens
| Datum                       | 12 juni 2010                               | 12 juni 2010                               |
| Stadion                     | Nelson Mandelabaai Stadion, Port Elizabeth | Nelson Mandelabaai Stadion, Port Elizabeth |
| Toeschouwers                | 31.513                                     | 31.513                                     |
| Scheidsrechter              | Michael Hester                             | Michael Hester                             |
| Assistenten                 | Jan Hendrik Hentz Tevita Makasini          | Jan Hendrik Hentz Tevita Makasini          |
| Vierde man                  | Martín Vázquez                             | Martín Vázquez                             |
| Man van de wedstrijd        | Ji Sung Park                               | Ji Sung Park                               |
|                             | Zuid-Korea                                 | Griekenland                                |
| Doelpunten                  | 2                                          | 0                                          |
| Gele kaarten                | 0                                          | 1                                          |
| Rode kaarten                | 0                                          | 0                                          |
| Wissels                     | 3                                          | 3                                          |
| Schoten op doel             | 7                                          | 2                                          |
| Schoten naast doel          | 4                                          | 4                                          |
| Overtredingen               | 14                                         | 12                                         |
| Hoekschoppen                | 6                                          | 11                                         |
| Buitenspel                  | 1                                          | 4                                          |
| Strafschoppen               | 0                                          | 0                                          |
| Balbezit (tijd)             | 41 min                                     | 41 min                                     |
| Balbezit (%)                | 50                                         | 50                                         |
| Totale afstand afgelegd (m) | 108.831                                    | 105.651                                    |

| Zuid-Korea | 2 – 0        | Griekenland |
| Lee Jung-soo 7' Park Ji-sung 53' | goals        | |
| Huh Jung-moo | bondscoach   | Otto Rehhagel |
| |              | |
| Jung Sung-ryong Cha Du-ri Cho Yong-hyung Lee Jung-soo Lee Young-pyo Lee Chung-yong 90 +1' Ki Sung-yong 74' Kim Jung-woo Park Ji-sung Park Chu-young 87' Yeom Ki-hun | opstellingen | Alexandros Tzorvas Giourkas Seitaridis Loukas Vyntra Avraam Papadopoulos Vasilis Torosidis Kostas Katsouranis Alexandros Tziolis 46' Giorgios Karagounis 59' Georgios Samaras Theofanis Gekas 61' Angelos Charisteas |
| Kim Nam-il 74' Lee Seung-ryul 87' Kim Jae-sung 90 +1' | wissels      | 46' Christos Patsatzoglou 59' Dimitrios Salpigidis 61' Pantelis Kapetanos |
| |              | |
| | gele kaarten | 55' Vasilis Torosidis |
| | rode kaarten | |

## Overzicht van wedstrijden
| Groepswedstrijden | | | |
| Groep A | Groep B | Groep C | Groep D |
| Zuid-Afrika - Mexico Uruguay - Frankrijk Zuid-Afrika - Uruguay Frankrijk - Mexico Mexico - Uruguay Frankrijk - Zuid-Afrika | Zuid-Korea - Griekenland Argentinië - Nigeria Argentinië - Zuid-Korea Griekenland - Nigeria Griekenland - Argentinië Nigeria - Zuid-Korea | Engeland - Verenigde Staten Algerije - Slovenië Slovenië - Verenigde Staten Engeland - Algerije Slovenië - Engeland Verenigde Staten - Algerije | Duitsland - Australië Servië - Ghana Duitsland - Servië Ghana - Australië Australië - Servië Ghana - Duitsland    |
| Groep E | Groep F | Groep G | Groep H |
| Nederland - Denemarken Japan - Kameroen Nederland - Japan Kameroen - Denemarken Kameroen - Nederland Denemarken - Japan    | Italië - Paraguay Nieuw-Zeeland - Slowakije Slowakije - Paraguay Italië - Nieuw-Zeeland Paraguay - Nieuw-Zeeland Slowakije - Italië       | Ivoorkust - Portugal Brazilië - Noord-Korea Brazilië - Ivoorkust Portugal - Noord-Korea Noord-Korea - Ivoorkust Portugal - Brazilië             | Honduras - Chili Spanje - Zwitserland Chili - Zwitserland Spanje - Honduras Chili - Spanje Zwitserland - Honduras |
| Achtste finales | | | |
| Uruguay - Zuid-Korea Verenigde Staten - Ghana                                                                              | Duitsland - Engeland Argentinië - Mexico                                                                                                  | Nederland - Slowakije Brazilië - Chili | Paraguay - Japan Spanje - Portugal                                                                                |
| Kwartfinales | | | |
| Brazilië - Nederland | Uruguay - Ghana | Argentinië - Duitsland | Paraguay - Spanje                                                                                                 |
| Halve finales | | | |
| Nederland - Uruguay | Nederland - Uruguay | Duitsland - Spanje | Duitsland - Spanje                                                                                                |
| Troostfinale | | | |
| Uruguay - Duitsland | | | |
| Finale | | | |
| Spanje - Nederland | | | |